# ويلهلم شوبرت
ويلهلم شوبرت (و. 1917 – 2006 م) هو ضابط من ألمانيا النازية، وألمانيا الغربية، ولد في مغدبورغ، كان عضوًا في الحزب النازي، كان عضوًا في شوتزشتافل، وكتيبة العاصفة، توفي عن عمر يناهز 89 عاماً.